# حدوة الحصان الرمادية
حدوة الحصان الرمادية (باللاتينية: Hippocrepis glauca) نوع نباتي يتبع جنس حدوة الحصان من الفصيلة البقولية.

## الموئل والانتشار
ينتشر هذا النوع في اليونان وفرنسا وإسبانيا.